# Szeszonk I
Szeszonk I – faraon, władca starożytnego Egiptu, założyciel XXII dynastii libijskiej, z czasów Trzeciego Okresu Przejściowego. Prawdopodobnie panował w latach 946–925 p.n.e. Był synem Nimlota i Tanetsepeh. Objął tron po śmierci swego poprzednika, Psusennesa II. Często utożsamia się go z wymienionym w Starym Testamencie faraonem o imieniu Szyszak.

## Rodowód i polityka wewnętrzna
Pochodził z rodu libijskich wodzów plemion Maszauasz. Jego główną małżonką prawdopodobnie była Pentresznes lub też, na co może wskazywać następstwo po Szeszonku – matka Osorkona I – Karoma I. W czasie rządów Psusennesa II oraz pontyfikatu Pinodżema II, Szeszonk był energicznym, bardzo wpływowym nomarchą Herakleopolis, jednym z głównych wodzów armii faraona oraz głównym doradcą króla. Aby wzmocnić swe więzi z rodziną królewską oraz, później, uprawomocnić swą władzę doprowadził do małżeństwa swego syna, późniejszego faraona Osorkona I z córką Psusennesa II – Maatkare. Według twierdzenia Manethona, nowa dynastia wywodziła się z Bubastis. To jeszcze za czasów panowania Psusennesa II, wpływy Szeszonka sięgnęły do Bubastis i właśnie tam później znajdowała się siedziba jego następców. Już od początku swego panowania, aby utrwalić i wzmocnić swą władzę, zdając sobie sprawę z tego, że cała władza w Egipcie należała do faraona i Wielkiego Kapłana Amona w Tebach, mianował na to stanowisko swego syna Juputa. (następcą Juputa na tym stanowisku został Szeszonk, syn i następca Osorkona I – późniejszy Szeszonk II). Juput piastował również funkcję naczelnego wodza armii oraz namiestnika Górnego Egiptu. Innego syna Nimlota ustanowił namiestnikiem w Herakleopolis, mieście o znaczeniu strategicznym, kontrolującym komunikację między Górnym a Dolnym Egiptem, a córkę Taszepenbastet wydał za mąż za trzeciego kapłana Amona w Tebach – Dżeddżehutiiuefanch. Wszystkie te posunięcia miały za cel ograniczenie władzy kapłanów tebańskich i utrzymanie władzy w rękach zaufanych sobie ludzi, co miało nadrzędny cel utrzymania jedności całego Egiptu poprzez powiązanie władzy świeckiej i duchownej. Stało się później zasadą w XXII dynastii, że najwyższe stanowisko kapłańskie w Tebach, przyznawano książętom domu panującego.

## Polityka zagraniczna
Wydarzenia, które miały miejsce w Syropalestynie, powstanie i później podział Izraela na Królestwo Judy i Izrael, były przedmiotem pilnego zainteresowania w Egipcie. Szeszonk w podziale Izraela, jego osłabieniu politycznym oraz militarnym, upatrywał szansę dla Egiptu, odzyskania wpływów w tym regionie. W piątym roku panowania króla Judy – Roboama, zorganizowano wyprawę wojenną. Ogromna armia, składająca się z oddziałów egipskich oraz wojsk najemnych, wtargnęła do Izraela i Judy, doszczętnie pustosząc kraj Filistynów i Izrael. W szybkim marszu wojska egipskie, zdobywając po drodze lokalne twierdze, podeszły do stolicy Królestwa Judy. Zawarto układ, w wyniku którego Jerozolima wydała skarby i została doszczętnie ograbiona, ale wydanie Egipcjanom skarbów uratowało miasto przed zniszczeniem, a mieszkańców przed śmiercią. Egipcjanie odeszli unosząc niezmierzone łupy – złoto i srebro. Według Jean Yoyotte`a wśród złupionych skarbów nie było Arki Przymierza, nie wspomina także o skrzyni lista łupów. Wyruszono do Izraela, którego król – Jeroboam zbyt późno odgadł plany swego dotychczasowego sprzymierzeńca i uszedł za rzekę Jordan. Został jednak pojmany. Wojska Szeszonka dotarły aż pod Megiddo, gdzie faraon rozkazał wznieść stelę, upamiętniająca ten fakt. Kampania owa, jak podają źródła egipskie i fenickie, była częścią zakrojonej na szerszą skalę operacji militarnej, mającej na celu podporządkowanie Egiptowi całego regionu oraz zawarcie przymierza z miastami fenickimi: Arwad, Byblos i Sydon. Błyskawiczna operacja zakończona zwycięstwem i zawarciem strategicznych przymierzy, znacznie podniosła znaczenie Egiptu w całym regionie, a dzięki wielkiej ilości zrabowanego złota, wyraźnemu polepszeniu uległ stan skarbu państwa, co z kolei pozwoliło rozwinąć faraonowi działalność wewnątrzpaństwową. Bogatym źródłem wiedzy o inwazji Szeszonka na Judę, jest Biblia, obszernie opisująca historię najazdu i rabunku Jerozolimy. Istnieją jednak pewne wątpliwości z identyfikacją biblijnego Szeszonka z Szeszonkiem I. Argumenty wątpiących opierają się na braku nazwy Jerozolimy na Reliefie Zwycięstwa króla Szeszonka, umieszczonym na południowej ścianie świątyni w Karnaku. Obok wielu zdobytych, (na ocalałej części reliefu jest ponad sto nazw miast) znanych również z Biblii miast, niestety nie ma Jerozolimy. Sam fakt zdobycia miasta przez Szeszonka I nie budzi jednak wątpliwości. Potwierdzają to również odkrycia archeologiczne. W Megiddo odnaleziono fragment steli z inskrypcją zawierającą imię Szeszonka, a w Byblos fragment jego posągu. Zamieszki w Egipcie, które wybuchły podczas nieobecności króla w kraju, zmusiły go do zakończenia działań wojennych i pilnego powrotu, co zapewne zapobiegło całkowitemu podbojowi i długotrwałemu podporządkowaniu Izraela i Judy Egiptowi. Dla samych najechanych krajów, wyprawa Szeszonka miała w rezultacie pozytywne znaczenie. Zmusiła bowiem władców tych krajów do powrotu do dawnych obyczajów i wiary, co spowodowało ponowną ich konsolidację.

## Działalność budowlana

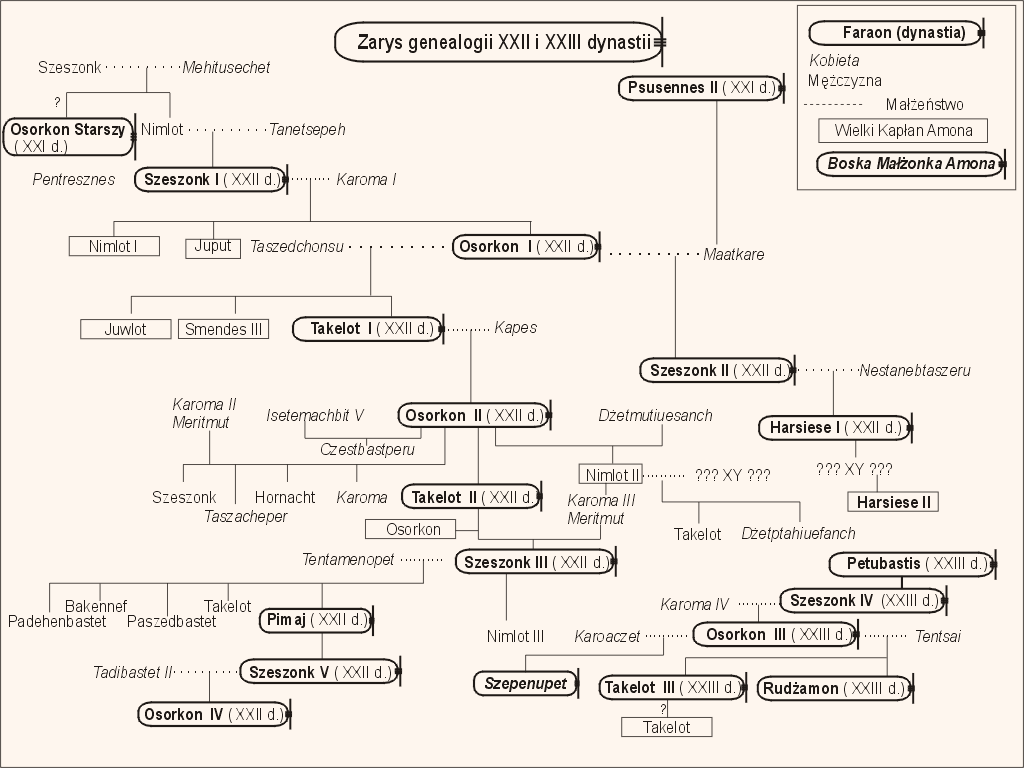
Zarys genealogii XXII i XXIII dynastii.

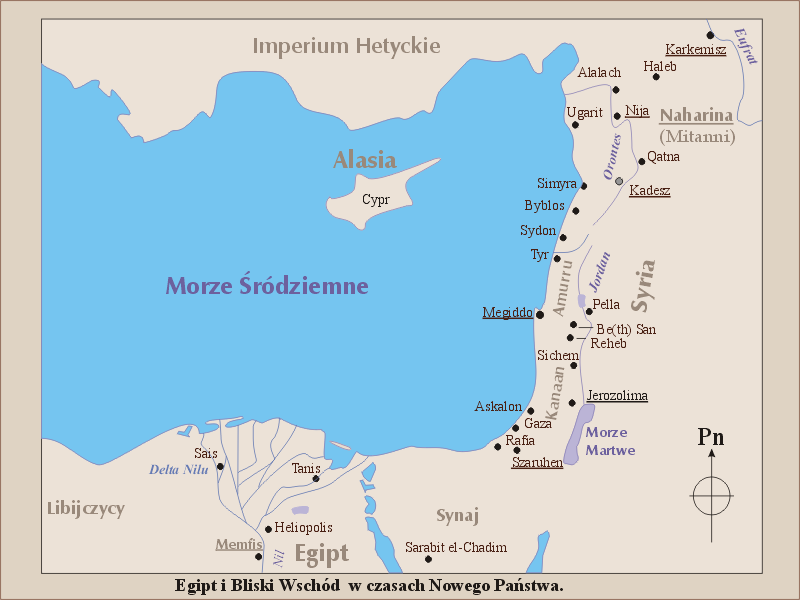
Egipt i Bliski Wschód w czasach panowania Szeszonka I

Po powrocie z kampanii w Palestynie, wzbogacony skarbami, wydanymi i zrabowanymi w Jerozolimie oraz całej Judzie i Izraelu, Szeszonk rozwinął na szeroką skalę działalność budowlaną, wdrażając ambitne plany rozbudowy świątyni Amona w Karnaku. Szczegółowe informacje zawarte są na steli, wzniesionej z okazji ponownego otwarcia kamieniołomów w Gebel el-Silsile, około 924 roku p.n.e. Na głównego nadzorcę prac budowlanych został mianowany syn władcy – arcykapłan Juput. Przebudowano dziedziniec świątyni przed II pylonem. Na murze zewnętrznym południowego portalu, powstałego w ten sposób nowego dziedzińca, umieszczono relief mówiący o tryumfie Egiptu nad królestwami Judy i Izraela. Przedstawia on króla z maczugą w uniesionej, prawej dłoni, wymierzającego cios spętanym jeńcom, znajdującym się u stóp króla. Każde ze zdobytych miast symbolizuje grupa spętanych jeńców nad którymi znajduje się hieroglificzny zapis nazwy miasta. Zwycięstwo nad Judą i Izraelem, upamiętnia również stela wystawiona przez króla, umieszczona w Karnaku, nieopodal Dzienników Totmesa III. Jej lokalizacja nie jest przypadkowa, a świadczyć miała o podobieństwie dokonań odu władców – odrodzeniu i odzyskaniu znaczenia Egiptu w skali całego Bliskiego Wschodu.
Teby były głównym miejscem działalności budowlanej Szeszonka. Poza nimi budowy prowadzono w Memfis, Bubastis i Tanis.

## Konkluzja
Polityka wewnętrzna Szeszonka I, prowadząca do skupienia władzy w rękach zaufanych ludzi, obsadzenie głównych urzędów w państwie przez jego synów oraz alianse polityczne, doprowadziły do rzeczywistego zjednoczenia Egiptu, podzielonego wcześniej na dwie części. Zdolności przywódcze, energia i rozwaga władcy pozwoliły osiągnąć ten cel bez walk wewnętrznych. Za czasów Szeszonka Egipt ponownie stał się jednolitym państwem ze sprawnie działającym systemem władzy, mocnym militarnie i mającym ugruntowaną pozycję na arenie międzynarodowej.
Szeszonk I zmarł około 925 roku p.n.e. Miejsce jego pochówku wciąż nie zostało odkryte. Być może pochowano go w jednym z anonimowych grobów w Tanis, lub być może w Bubastis. Władzę po nim objął jego syn – Osorkon I.

## Tytulatura
| G5 |

| G5 |

| E1 · D40 | ra · Z1 | mr | s | xa · a · f · M | sw | r · M15 | N17 · N17 |

| E1 · D40 | ra · Z1 | mr | s | xa · a · f · M | sw | r · M15 | N17 · N17 |

| E1 · D40 | ra · Z1 | mr | s | xa · a · f · M | sw | r · M15 | N17 · N17 |

| E1 · D40 | ra · Z1 | mr | s | xa · a · f · M | sw | r · M15 | N17 · N17 |

| G5 |

| G5 |

| E1 · D40 | ra · Z1 | mr | s | xa · a · f · M | sw | r · M15 | N17 · N17 |

| E1 · D40 | ra · Z1 | mr | s | xa · a · f · M | sw | r · M15 | N17 · N17 |

| E1 · D40 | ra · Z1 | mr | s | xa · a · f · M | sw | r · M15 | N17 · N17 |

| E1 · D40 | ra · Z1 | mr | s | xa · a · f · M | sw | r · M15 | N17 · N17 |

| G16 |

| G16 |

| xa · a · Aa15 | S6 | mi | i | G5 | H8 · Z1 | Q1 | t · H8 | s | Htp · t · p | t · Z2 | nTr | m | Sw |

| xa · a · Aa15 | S6 | mi | i | G5 | H8 · Z1 | Q1 | t · H8 | s | Htp · t · p | t · Z2 | nTr | m | Sw |

| xa · a · Aa15 | S6 | mi | i | G5 | H8 · Z1 | Q1 | t · H8 | s | Htp · t · p | t · Z2 | nTr | m | Sw |

| xa · a · Aa15 | S6 | mi | i | G5 | H8 · Z1 | Q1 | t · H8 | s | Htp · t · p | t · Z2 | nTr | m | Sw |

| G16 |

| G16 |

| xa · a · Aa15 | S6 | mi | i | G5 | H8 · Z1 | Q1 | t · H8 | s | Htp · t · p | t · Z2 | nTr | m | Sw |

| xa · a · Aa15 | S6 | mi | i | G5 | H8 · Z1 | Q1 | t · H8 | s | Htp · t · p | t · Z2 | nTr | m | Sw |

| xa · a · Aa15 | S6 | mi | i | G5 | H8 · Z1 | Q1 | t · H8 | s | Htp · t · p | t · Z2 | nTr | m | Sw |

| xa · a · Aa15 | S6 | mi | i | G5 | H8 · Z1 | Q1 | t · H8 | s | Htp · t · p | t · Z2 | nTr | m | Sw |

| M23 · X1 | L2 · X1 |

| M23 · X1 | L2 · X1 |

| ra | HDt | xpr | ra · stp · n |

| ra | HDt | xpr | ra · stp · n |

| ra | HDt | xpr | ra · stp · n |

| ra | HDt | xpr | ra · stp · n |

| M23 · X1 | L2 · X1 |

| M23 · X1 | L2 · X1 |

| ra | HDt | xpr | ra · stp · n |

| ra | HDt | xpr | ra · stp · n |

| ra | HDt | xpr | ra · stp · n |

| ra | HDt | xpr | ra · stp · n |

| G39 | N5 |

| G39 | N5 |

| i | mn · n · U7 | M8 | M8 | n · q |

| i | mn · n · U7 | M8 | M8 | n · q |

| i | mn · n · U7 | M8 | M8 | n · q |

| i | mn · n · U7 | M8 | M8 | n · q |

| G39 | N5 |

| G39 | N5 |

| i | mn · n · U7 | M8 | M8 | n · q |

| i | mn · n · U7 | M8 | M8 | n · q |

| i | mn · n · U7 | M8 | M8 | n · q |

| i | mn · n · U7 | M8 | M8 | n · q |